# Flasher
Flasher è un centro abitato (city) degli Stati Uniti d'America, situato nella Contea di Morton nello Stato del Dakota del Nord. Nel censimento del 2000 la popolazione era di 285 abitanti. La città è stata fondata nel 1903. Appartiene all'area metropolitana di Bismarck-Mandan.

## Geografia fisica
Secondo i rilevamenti dell'United States Census Bureau, la località di Flasher si estende su una superficie di 1,80 km², tutti occupati da terre.

## Popolazione
Secondo il censimento del 2000, a Flasher vivevano 285 persone, ed erano presenti 72 gruppi familiari. La densità di popolazione era di 157,5 ab./km². Nel territorio comunale si trovavano 155 unità edificate. Per quanto riguarda la composizione etnica degli abitanti, il 97,89% era bianco, lo 0,35% era nativo, lo 0,35% proveniva dall'Asia e l'1,40% apparteneva a due o più razze. La popolazione di ogni razza ispanica corrispondeva all'1,05% degli abitanti.
Per quanto riguarda la suddivisione della popolazione in fasce d'età, il 24,9% era al di sotto dei 18, il 5,3% fra i 18 e i 24, il 19,3% fra i 25 e i 44, il 20,4% fra i 45 e i 64, mentre infine il 30,2% era al di sopra dei 65 anni di età. L'età media della popolazione era di 46 anni. Per ogni 100 donne residenti vivevano 93,9 maschi.